# 阿埃代斯宫

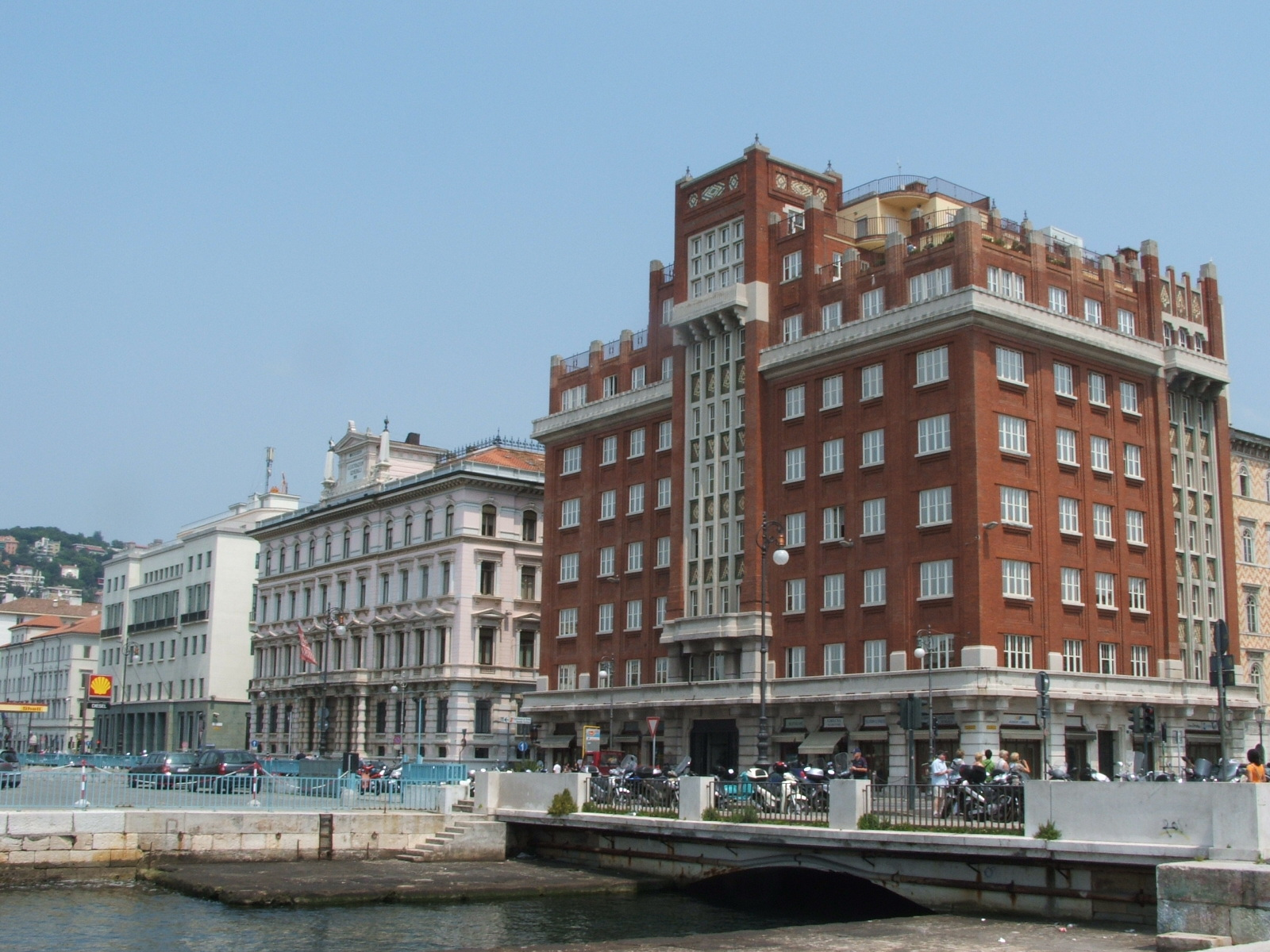

阿埃代斯宫（Palazzo Aedes）俗称贝拉姆宫（Palazzo Berlam）或红色摩天大楼（Gratte-ciel Rouge）是的里雅斯特一座19-20世纪的宫殿，位于的里雅斯特大运河与海岸的交汇处。它建于1926年至1928年，由建筑师阿杜伊诺·贝拉姆设计。这座建筑的灵感来自纽约新式的红砖摩天大楼，被称为的里雅斯特第一座真正的摩天大楼。

## 历史
该建筑于1928年8月31日落成，1932年被忠利保险（Assicurazioni Generali）收购。自2015年起为忠利集团总部。